# José David Guarín
José David Guarín (Quetame, 28 de noviembre de 1830-Chiquinquirá, 9 de diciembre de 1890) fue un escritor colombiano. 
Estudió filosofía y jurisprudencia en el Colegio de San Simón de Ibagué y literatura en el Colegio Mayor del Rosario. Se desempeñó como educador, periodista, poeta, comediógrafo y escritor costumbrista. Ocupó varios cargos públicos entre los cuales están el de diputado a la Asamblea de Cundinamarca, secretario de Estado en Boyacá, secretario de la Cámara de Representantes, y Cónsul de Colombia en San Francisco (Estados Unidos).
Desde 1857 colaboró en el célebre periódico literario El Mosaico junto a José María Vergara y Vergara, José Caicedo Rojas, Eugenio Díaz, Ricardo Carrasquilla, José Manuel Marroquín y Ricardo Silva. 
Se destacan sus obras Las tres semanas, Una tarde de fiestas, Mi primer caballo, Vamos a fiestas, Un día de San Juan en tierra caliente, Mi cometa,  El maestro Julián, Una docena de pañuelos, Entre usted que se moja, Las aventuras de un santo y A la soledad.
- Datos: Q104491158